# Шенка Колозова
Шенка Колозова (на македонска литературна норма: Шенка Колозова) е северномакедонска телевизионна и театрална актриса, известна най-вече с многото си театрални роли и ролята си в телевизионния сериал „Македонски народни приказки“.

## Биография
Родена е на 1 февруари 1947 година в пробищипското село Добрево, тогава във Федерална Югославия, днес в Северна Македония, в семейството на Стойко и Катерина Димитрови (по-късно Стойкови). Завършва катедрата по югославянска литература. Работи като актриса през целия си живот. Работи в Щипския народен театър и Кумановския народен театър. Пенсионира като актриса в Македонския народен театър в Скопие. Авторка е на сценарии и драматизации, сред които са и народните приказки на българския фолклорист Марко Цепенков. В кариерата си има над 100 изиграни премиери, включително и 16 в частния театър „Колозов“. Играе в много постановки и в гостуващи театри, сред които е Велешкият народен театър. Сред най-значимите ѝ роли са „Свирачът на покрив“, „За всички мои синове“, „Печелбари“ и други.
Носителка е на наградата за цялостно творчество на Международния театрален фестивал „Свети Йоаким Осоговски“ в Крива паланка.
Неин съпруг е видният актьор Георги Колозов, с когото имат дъщеря - професор Катерина Колозова.